# Dandridge
Dandridge es un pueblo ubicado en el condado de Jefferson en el estado estadounidense de Tennessee. En el Censo de 2010 tenía una población de 2.812 habitantes y una densidad poblacional de 169,22 personas por km².

## Geografía
Dandridge se encuentra ubicado en las coordenadas 36°1′48″N 83°25′47″O / 36.03000, -83.42972. Según la Oficina del Censo de los Estados Unidos, Dandridge tiene una superficie total de 16.62 km², de la cual 15.25 km² corresponden a tierra firme y (8.2%) 1.36 km² es agua.

## Demografía
Según el censo de 2010, había 2.812 personas residiendo en Dandridge. La densidad de población era de 169,22 hab./km². De los 2.812 habitantes, Dandridge estaba compuesto por el 93.24% blancos, el 4.3% eran afroamericanos, el 0.18% eran amerindios, el 0.64% eran asiáticos, el 0% eran isleños del Pacífico, el 0.78% eran de otras razas y el 0.85% pertenecían a dos o más razas. Del total de la población el 1.46% eran hispanos o latinos de cualquier raza.